# Carea diluta
Carea diluta är en fjärilsart som beskrevs av W. Warren 1912. Carea diluta ingår i släktet Carea och familjen trågspinnare. Inga underarter finns listade i Catalogue of Life.